# Jeanne II (reine de Navarre)
Pour les articles homonymes, voir Jeanne de France, Jeanne de Navarre et Jeanne II.
Jeanne II (28 janvier 1312 – 6 octobre 1349) est reine de Navarre de 1328 à sa mort. Elle est la seule enfant de Louis X de France et de Marguerite de Bourgogne.
La paternité de Jeanne reste toutefois douteuse car sa mère a été impliquée dans l'affaire de la tour de Nesle, mais Louis X reconnaît sa fille peu avant sa mort. Cependant, les barons de France sont opposés à l'idée de voir une femme accéder au trône et élisent roi de France Philippe V, frère de Louis X. Les nobles navarrais rendent également hommage à Philippe. La grand-mère de Jeanne, Agnès de Bourgogne, ainsi que son oncle, Eudes IV de Bourgogne, essaient sans succès de récupérer pour Jeanne les comtés de Champagne et de Brie, qui lui reviennent de droit. Après avoir épousé une des filles de Philippe V et reçu les deux comtés en dot, Eudes renonce au nom de Jeanne à ses revendications sur la Champagne et la Brie en échange d'une compensation en mars 1318. Jeanne épouse Philippe d'Évreux, membre de la famille royale de France.
Décédé en 1322, Philippe V est remplacé sur les trônes de France et de Navarre par son autre frère, Charles IV. À la mort de Charles en 1328, les Navarrais expulsent le gouverneur français et proclament Jeanne reine de Navarre. En France, Philippe de Valois est couronné roi. Il conclut un accord avec Jeanne et son époux où, en échange de la renonciation de Jeanne sur la Champagne et la Brie, il l'accepte comme souveraine de Navarre. Jeanne et son époux sont couronnés ensemble à la cathédrale de Pampelune le 5 mars 1329. Le couple royal coopère étroitement pendant leur règne conjoint, mais Philippe d'Évreux est plus actif. Cependant, ils résident la plupart du temps dans leurs domaines en France. La Navarre est alors administrée par un gouverneur en leur absence.

## Biographie

### Soupçons d'illégitimité
Jeanne est la fille unique de Louis X le Hutin, roi de France et de Navarre et de sa première épouse Marguerite de Bourgogne. Elle naît le 28 janvier 1312, plus de six ans après le mariage de ses parents. Son père est alors le fils aîné et héritier du roi de France Philippe IV le Bel. Il est déjà roi de Navarre depuis 1305.
Marguerite et ses deux belles-sœurs, Jeanne et Blanche de Bourgogne, sont arrêtées en avril 1314, sous l'inculpation d'adultère avec les chevaliers Philippe et Gauthier d'Aunay. Après avoir été torturé, l'un des chevaliers confesse qu'ils ont tous deux été amants de Marguerite et Blanche pendant trois ans. Les frères d'Aunay sont exécutés et Marguerite et Blanche incarcérées à Château-Gaillard. Marguerite y meurt un an plus tard, sans doute à cause des mauvaises conditions dans lesquelles elle est détenue. À la suite de ce scandale connu sous le nom d'affaire de la tour de Nesle, la légitimité de Jeanne devient douteuse, compte-tenu des relations adultérines de sa mère. Toutefois, il paraît peu probable que ces relations aient pu durer trois ans entre 1311, année de conception de Jeanne, et 1314, sans avoir été éventées, dans un milieu aussi surveillé que celui de la famille royale.
Les relations adultérines de Marguerite, Jeanne et Blanche de Bourgogne donneront lieu à nombre de légendes. Depuis François Villon, en 1460, Alexandre Dumas en 1832 avec sa pièce de théâtre La Tour de Nesle, et Maurice Druon avec ses Rois maudits, de nombreuses histoires romancées sont venues compléter la réalité historique. Les seuls faits avérés par les archives de l'époque sont que l'adultère de Marguerite et Blanche a été reconnu et que les frères d'Aunay ont été suppliciés pour cela.
Philippe IV le Bel meurt le 29 novembre 1314 et le père de Jeanne accède au trône de France sous le nom de Louis X. Son règne est bref mais lorsqu'il meurt le 5 juin 1316, il reconnaît Jeanne comme sa fille légitime. Louis laisse enceinte sa seconde épouse, Clémence de Hongrie. D'après un accord conclu lors d'une assemblée des barons de France le 16 juillet 1316, si la reine Clémence donne naissance à un fils, il sera proclamé roi, mais s'il s'agit d'une fille, elle et Jeanne ne pourront hériter que de la Navarre, de la Champagne et de la Brie, terres que Louis détenait de sa propre mère Jeanne Ire de Navarre. Il est également décidé au cours de cette assemblée que Jeanne sera envoyée auprès de sa famille maternelle en Bourgogne mais qu'elle ne pourra se marier sans l'accord des membres de la famille royale. Point important, lors de cette séance, Philippe, comte de Poitiers et frère de Louis X, se fait reconnaître régent des royaumes de France et de Navarre, premier pas vers l'étouffement des revendications des autres prétendants aux trônes de France et de Navarre.

### Éviction du trône

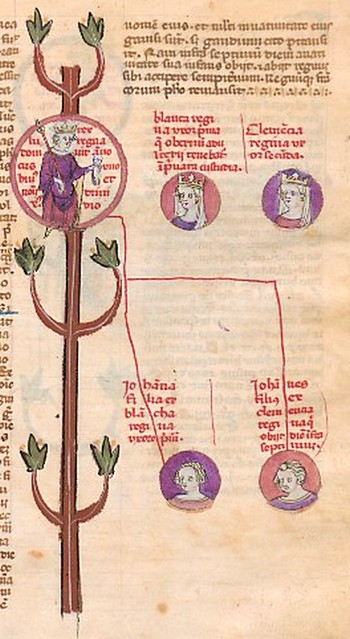
Image tirée de lArbre de la généalogie des rois des Francs de Bernard Gui. Jeanne y est représentée avec sa famille directe : son père Louis X, sa mère Marguerite de Bourgogne, sa belle-mère Clémence de Hongrie et son demi-frère Jean Ier le Posthume.

Clémence donne naissance à un fils le 15 novembre 1316, qui est proclamé roi sous le nom de Jean Ier le Posthume. Ce nourrisson meurt au bout de quatre jours. L'oncle maternel de Jeanne, Eudes IV de Bourgogne, qui se trouve alors à Paris, entame des négociations avec Philippe de Poitiers, frère cadet de Louis X, afin de protéger les intérêts de Jeanne. Philippe ne répond pas aux requêtes d'Eudes et se fait lui-même sacrer roi de France à Reims le 9 janvier 1317. Les états généraux de 1317, convoqués par Philippe V le 2 février suivant, statuent sur les droits de Jeanne à la couronne de France. Cumulant les inconvénients d'être mineure et de ne pouvoir défendre sa cause, d'être une fille et de pouvoir par mariage faire échoir le royaume de France en des mains étrangères, et de légitimité douteuse, Jeanne est évincée de la succession au trône par l'assemblée qui conclut au « principe de masculinité ». Ce principe n'a pas de rapport avec la loi salique, qui ne sera réinventée qu'en 1358 par l'entourage de Charles V, précisément afin de contrecarrer les ambitions de Charles II de Navarre, fils de Jeanne. Se faisant reconnaître roi, Philippe fait main basse sur la Champagne et la Brie, lésant les droits de sa nièce Jeanne. Ce n'est qu'en juin 1319 et de mauvaise grâce, que les Navarrais consentirent à envoyer à Paris une délégation de procureurs y reconnaître Philippe comme leur roi.
La grand-mère maternelle de Jeanne, Agnès de Bourgogne, envoie des lettres aux principaux barons de France dans lesquelles elle considère comme illégal le sacre de l'usurpateur mais Philippe V conserve le trône sans grande opposition. Les lettres adressées par Agnès aux seigneurs de Champagne les pressent de refuser de rendre hommage à Philippe et de protéger les droits de Jeanne. Dans une autre lettre, Eudes IV affirme que le déshéritement de sa nièce va à l'encontre du « droit divin législatif, par la coutume, dans l'usage conservé dans des cas similaires dans les empires, les royaumes, les fiefs, dans les baronnies, dans une telle période qu'il n'y a pas de mémoire du contraire ». Leur hostilité à Philippe V est brisée lorsque l'oncle de ce dernier, Charles de Valois, un des plus influents grands féodaux, affirme soutenir les arguments de son neveu.
Philippe et Eudes parviennent à un accord le 27 mars 1318. Philippe offre en mariage à Eudes sa fille aînée Jeanne, à laquelle il accepte de transmettre en héritage les comtés de Bourgogne et d'Artois. Par ailleurs, Philippe V propose le mariage de la jeune Jeanne de Navarre avec son cousin Philippe d'Évreux, pour une dot de 15 000 livres et le droit d'hériter de la Champagne et de la Brie si le roi Philippe vient à mourir sans descendant mâle. Eudes IV accepte enfin que Jeanne renonce à ses droits sur la France et la Navarre à l'âge de 12 ans. Il n'existe pourtant de nos jours aucune preuve que cette renonciation ait eu lieu. Le mariage entre Jeanne de Navarre et Philippe d'Évreux est célébré le 18 juin 1318. Jeanne est ensuite confiée à la garde de la reine Marie de Brabant, la grand-mère de Philippe d'Évreux qui vit retirée dans son douaire à Mantes. Bien qu'ils vivent alors l'un près de l'autre, Jeanne et Philippe ne sont pas élevés ensemble en raison de leur différence d'âge. Leur mariage n'est consommé qu'en 1324.
Profitant des morts successives de Philippe V et de Marie de Brabant en janvier 1322, Eudes IV de Bourgogne soustrait sa nièce du pouvoir royal afin de veiller à ses droits. La mort de Philippe V remet l'arrangement de 1318 en question et permet à Jeanne d'entrer en possession de ses biens puisqu'elle n'a pas encore atteint sa douzième année. Toutefois, Philippe V est remplacé sur le trône par son frère Charles IV, qui retient l'apanage de sa nièce. Avec le même argument de la masculinité concernant la Navarre, il est couronné roi de France et de Navarre. En 1323, Charles exige un renouvellement du traité concernant la dévolution de la Champagne et augmente la compensation financière de Jeanne, ce qui la prive définitivement d'une réclamation ultérieure sur la Champagne. Néanmoins, l'arrivée au pouvoir de Charles IV ne satisfait guère les barons de Navarre, qui refusent de lui rendre hommage. En représailles, Charles refuse de leur confirmer les Fueros (libertés).

### Extinction de la lignée capétienne directe
Charles IV meurt le 1er février 1328, ce qui conduit à une nouvelle crise de succession. La veuve du roi, Jeanne d'Évreux, est enceinte, ce qui précipite la convocation des pairs et des barons du Royaume à Paris pour y élire un régent. La majorité des barons reconnaît que Philippe de Valois détient la meilleure revendication pour obtenir le poste, car il est le plus proche parent mâle de Charles IV. Pendant ce temps, les Cortes de Navarre se rassemblent à Puente La Reina le 13 mars et cessent de reconnaître le gouverneur et les officiers français. Courant mars, ils nomment à la place deux régents et des officiers navarrais à tous les postes importants du royaume. Avant même cela, le pouvoir français se délite et, dès le 6 mars 1328, des émeutes anti-juives éclatent dans certaines villes de Navarre.
La veuve de Charles donne naissance à une fille, Blanche, le 1er avril 1328. La naissance de Blanche confirme la fin de la lignée des Capétiens directs. Jeanne de Navarre et son époux peuvent alors revendiquer le trône de France car ils descendent tous deux de rois de France, mais il existe au moins cinq autres concurrents, dont le régent Philippe de Valois. Les représentants des différents prétendants à la couronne se réunissent à Saint-Germain-en-Laye pour conclure un compromis. En Navarre, le principe de masculinité ne peut être invoqué, car le royaume est parvenu dans la famille capétienne par la reine Jeanne Ire. Philippe, sur suggestion de son grand conseil et conscient qu'il ne pourrait se faire reconnaître en Navarre, cède ses droits au royaume le jour même à Jeanne de France et Philippe d'Évreux. La nouvelle de la naissance de Blanche ne parvient en Navarre que le 18 avril 1328. 
Philippe de Valois est couronné roi de France à Reims le 29 mai 1328. Il n'a finalement aucune revendication sur la Navarre, la Champagne et la Brie car il ne descend pas de la reine Jeanne Ire de Navarre. Pour renforcer sa mainmise sur le trône de France, Philippe VI de Valois reconnaît en juillet à Jeanne et son époux le droit de régner sur la Navarre, déclarant le fief « tombé en quenouille ». Philippe les persuade cependant de renoncer à la Champagne et la Brie en échange des comtés de Longueville, de Mortain et d'Angoulême,, car il veut contrôler la région stratégique autour des foires de Champagne,. Des lettres du roi et de la reine de Navarre confirment cet engagement par le traité de Villeneuve-lès-Avignon en 1336.

### Avènement au trône de Navarre
Les Cortes navarraises se réunissent le 16 avril à Puente la Reina, puis le premier mai à Pampelune. Ils y décident que, parmi les prétendants au trône de Navarre, Jeanne est celle qui doit en hériter, en tant que fille du dernier roi ayant prêté serment devant les Navarrais, ainsi que l'exige le for de Navarre. Deux messagers sont envoyés le 4 mai annoncer en France la nouvelle à Jeanne et Philippe. 
Au même moment, le roi d'Angleterre Édouard III envoie son sénéchal en Guyenne Raymond Durand communiquer en Navarre et dans le sud de la France qu'il va revendiquer les deux royaumes de France et de Navarre, mais cette démarche reste alors sans suite.
L'avènement de Jeanne et Philippe met fin à l'union personnelle entre la Navarre et la France créée par le mariage en 1284 de Jeanne Ire de Navarre et Philippe IV le Bel. Pendant les mois qui suivent, Jeanne et son époux mènent des négociations avec les Cortes, surtout en ce qui concerne le rôle que va jouer Philippe d'Évreux dans le gouvernement du Royaume. Bien que les Navarrais n'aient reconnu qu'à Jeanne son droit d'hériter du royaume, Philippe revendique et obtient le droit de gouverner au nom de son épouse. 
Jeanne et Philippe d'Évreux envoient deux seigneurs français, Henri de Sully et Philippe de Melun, les représenter en Navarre pendant les négociations. Les Navarrais se montrent d'abord réticents à l'idée d'accepter Philippe comme roi. Les délégués de l'assemblée générale déclarent d'abord que Philippe sera autorisé à prendre part au gouvernement du Royaume au cours d'une réunion à Roncevaux en novembre 1328. Toutefois, ils précisent que les éléments traditionnels du couronnement — dont l'élévation du monarque sur un bouclier et la distribution d'aumônes aux badauds — se feront aux côtés de Jeanne. Pour souligner le droit de Philippe de régner dans le royaume de son épouse, Henri de Sully se réfère à Paul de Tarse, qui avait affirmé que « la tête de la femme est l'homme » dans sa première épître aux Corinthiens. Sully affirme par ailleurs que Jeanne a consenti à renforcer la position de son époux.
Jeanne et Philippe se rendent en Navarre au début de l'année 1329. Ils sont couronnés à la cathédrale de Pampelune le 5 mars. Ils sont tous deux élevés sur un bouclier et jettent de l'argent au cours de la cérémonie. Les deux époux signent le serment du couronnement, qui établit leurs prérogatives royales. La charte souligne que Jeanne est « la véritable et naturelle héritière » de Navarre, mais déclare également que « tout le royaume de Navarre obéira à son consort ». Le 15 mai 1329, Philippe et Jeanne organisent leur succession au royaume de Navarre. Les Cortes de Navarre acceptent de leur rembourser 
les frais de recouvrement du trône, estimés à 100 000 livres, mais Jeanne et Philippe devront renoncer à la couronne lorsque leur héritier au trône aura 21 ans. En outre, ils devront restituer la somme de 100 000 livres si aucun de leurs héritiers n'accepte de leur succéder sur le trône de Navarre.

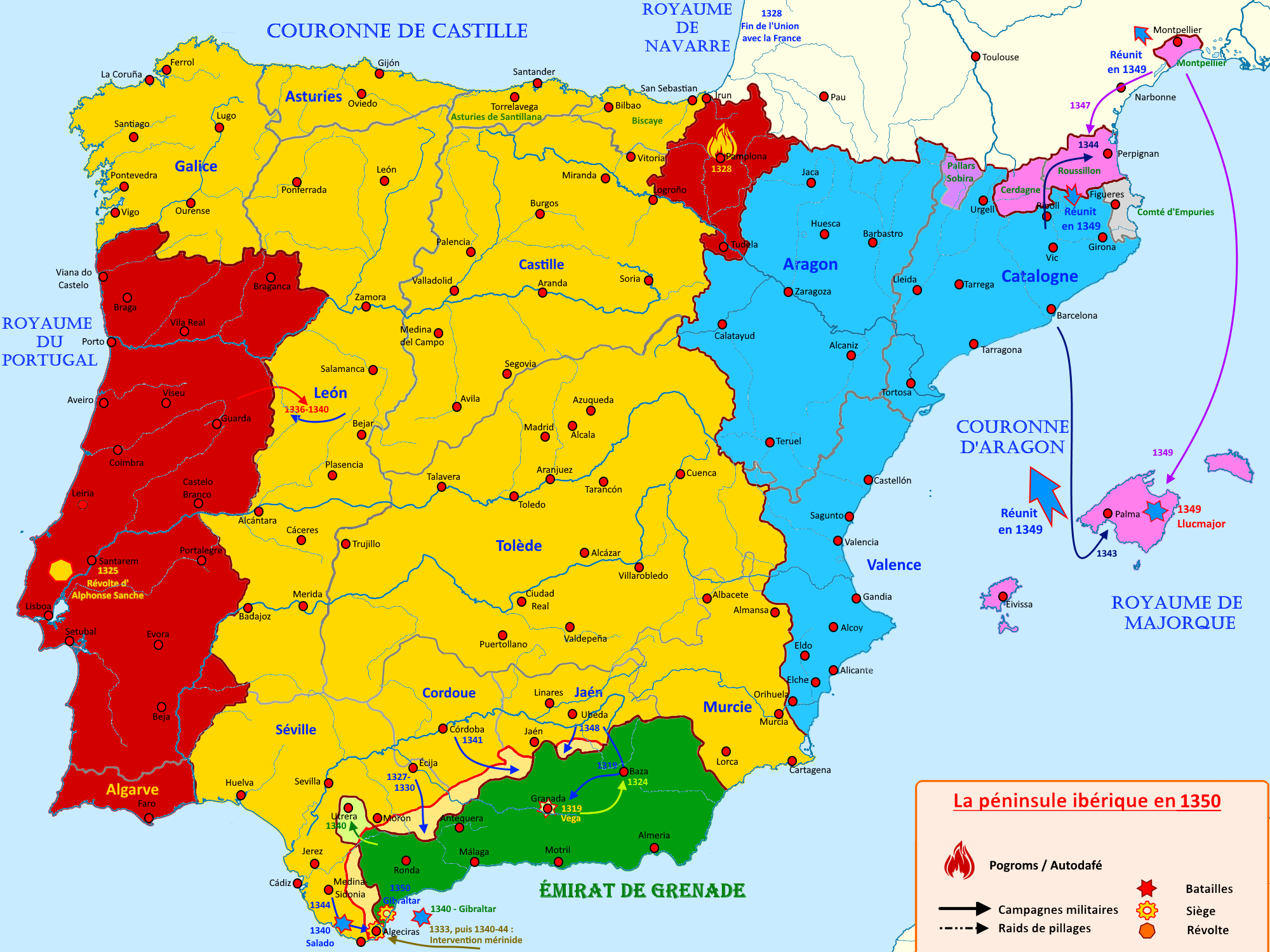
Le royaume de Navarre de 1314 à 1350.

### Règne conjoint avec son époux
Jeanne II et Philippe III de Navarre coopèrent étroitement pendant leur règne. En dehors des 85 décrets royaux préservés pendant cette période, 41 documents ont été promulgués en leurs noms. Pourtant, les sources suggèrent que Philippe était plus actif dans certains domaines du gouvernement, en particulier la législation. Il signe 38 décrets seul, sans en référer à son épouse. Seuls six documents ont été promulgués exclusivement au nom de Jeanne.

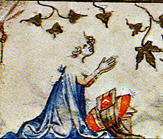
Jeanne de Navarre, représentée en prières. Livre d'heures de Jeanne de Navarre.

Après leur couronnement, le couple royal confirme les sanctions qui avaient été prises dès 1328 par les régents à l'encontre des meneurs des émeutes anti-juives ainsi que le paiement d'amendes . 
En 1330, Jeanne et Philippe font moderniser des lois navarraises ou fors, recueils écrits de lois s'appliquant du roi au simple paysan. L'amélioration concerne de nombreuses lois, et en particulier l'âge de la majorité pour certains actes, le régime des donations, les lois sur l'usure, les contrefaçons et même la réglementation de la chasse aux perdrix selon l'époque dans l'année.
Les forteresses royales sont réparées pendant leur règne. Le système d'irrigation dans les champs arides autour de Tudela est construit avec le soutien financier du couple. 
Afin de collecter les 100 000 livres des frais de leur couronnement, Jeanne et Philippe font également procéder en 1330 à un recensement détaillé de la population de Navarre.
Jeanne et Philippe veulent également maintenir des relations pacifiques avec les États voisins. Un traité de paix est signé à Salamanque le 15 mars 1330 avec la Castille. Ils entament par ailleurs des négociations autour des fiançailles de leur fille aînée Jeanne avec Pierre, héritier du trône d'Aragon, dès 1329. Pierre IV épouse finalement Marie, sœur cadette de Jeanne qu'il préfère. Pour permettre ce mariage, Jeanne se fait religieuse à l'abbaye de Longchamp en 1337 à l'âge d'onze ans et renonce l'année suivante à ses droits sur le royaume de Navarre au profit de sa sœur. Elle reçoit en dédommagement une rente de 1 000 livres, assise sur la seigneurie de Mantes.
Jeanne et Philippe quittent la Navarre en septembre 1331. L'historienne Elena Woodacre remarque que le « couple royal devait équilibrer les besoins de leurs territoires français aux côtés de la gouvernance de la Navarre », ce qui les conduit à alterner les séjours entre leurs différents domaines. Jeanne et Philippe pouvaient difficilement être accoutumés aux « goûts et coutumes des Navarrais, et étaient étrangers à leur langue », selon l'historien José María Lacarra, ce qui explique aussi leurs absences régulières. Pendant leurs séjours en France, des gouverneurs français administrent la Navarre : Henri de Sully occupe ce poste jusqu'à sa mort en 1336, puis Saladin d'Anglure le remplace.
Un conflit frontalier éclate avec la Castille en 1335, en ce qui concerne la possession du monastère de Fitero. Pierre IV d'Aragon soutient les Navarrais et un nouveau traité de paix est signé avec la Castille le 28 février 1336. Jeanne et Philippe retournent en Navarre en avril 1336. Cette seconde visite dure jusqu'en juillet 1336. Par la suite, Philippe visite à deux reprises la Navarre, mais sans que Jeanne ne l'accompagne.

### Règne solitaire et mort
Philippe III meurt en septembre 1343. Jeanne remplace rapidement Philippe de Melun, qui a administré quelque temps la Navarre, par Guillaume de Brahe. Elle démet aussitôt Brahe et nomme à sa place Jean de Conflans. Ces changements reflètent selon Elena Woodacre les désaccords avec Philippe concernant l'administration de la Navarre. Selon Bruno Ramirez de Palacios, ils témoignent d'une volonté de reprise en mains du royaume, et aussi de conforter son indépendance vis-à-vis du voisin français.

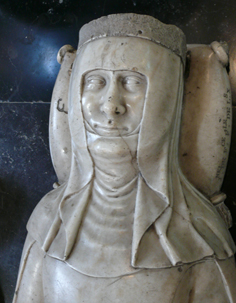
Buste de la reine Jeanne au Louvre.

En 1344, une copie des Fueros de Navarre est réalisée pour la reine en navarro-aragonais, à laquelle est ajoutée une colonne vide pour y apposer la traduction en langue d'oïl. On en déduit ainsi que la reine parlait sans doute le français, même pour s'occuper des affaires concernant la Navarre. Jeanne établit en 1345 le couvent de Saint-François à Olite.
Jeanne décide de retourner en Navarre, mais n'accomplit pas son souhait, probablement en raison de la possibilité de l'invasion de ses domaines français pendant la guerre de Cent Ans. Jeanne et son époux avaient initialement soutenu Philippe VI contre Édouard III d'Angleterre, qui a revendiqué la couronne de France au nom de sa mère Isabelle, elle-même tante paternelle de Jeanne. 
Mais à partir de 1339, ils distendent progressivement leurs liens avec la famille royale française et cherchent à renforcer leur royaume et son indépendance.
En 1346, toutefois, Jeanne est profondément déçue par les échecs militaires de Philippe VI. En novembre, elle accueille chaleureusement le comte de Lancastre Henri de Grosmont, qui commande l'armée d'Édouard III, et le laisse traverser son comté d'Angoulême en échange de la protection de ses terres. Elle promet par ailleurs de ne pas construire de nouvelle fortification ou d'autoriser l'armée de Philippe à utiliser les siennes. Philippe VI, empêtré dans le siège de Calais, ne peut agir en représailles contre Jeanne.
Jeanne meurt de la peste noire le 6 octobre 1349 au château royal de Conflans, situé à Charenton-le-Pont. 
Quatre jours avant sa mort, le 2 octobre 1349, alors qu'elle est sans doute déjà malade, Philippe VI de Valois lui fait signer une renonciation au comté d'Angoulême en échange de trois villes, Pontoise, Beaumont-sur-Oise et Asnières-sur-Oise, que ni elle ni ses héritiers ne parviendront à récupérer,,.
Les diverses spoliations des biens de Jeanne opérés par les rois de France successifs seront à l'origine du ressentiment et des conflits qui opposeront son fils et héritier, Charles II dit « le Mauvais » au trône de France. Il deviendra de ce fait l'un des grands opposants aux rois de France au début de la guerre de Cent Ans.
Dans son testament, elle demande à son fils et successeur Charles II de Navarre de financer la construction d'une chapelle à Olite. Elle est enterrée à la basilique de Saint-Denis, bien que son cœur soit déposé au couvent des Jacobins de Paris aux côtés de celui de son époux,.

## Mariage et descendance
Le 18 juin 1318, Jeanne épouse Philippe III d'Évreux, prince de sang royal français, fils de Louis d'Évreux — oncle de Louis X — et de Marguerite d'Artois. Mariée au château du Séjour du Roy à Charenton, elle y habite jusqu'à sa mort. Ils eurent neuf enfants :
- Jeanne l'aînée (1326-1387), religieuse à l'abbaye de Longchamp ;
- Marie (1327 ou 1328-1347), mariée en 1338 à Pierre IV d'Aragon, et postérité ;
- Louis de Navarre l'aîné, né en 1329 ou 1330 en Navarre, premier fils du couple, mort en bas âge[72] ;
- Blanche (1331-1398), mariée en 1350 à Philippe VI de Valois, roi de France ;
- Charles II le Mauvais (1332-1387), comte d'Évreux et roi de Navarre, et postérité ;
- Agnès (1334-1396), mariée en 1349 à Gaston III Fébus, comte de Foix et vicomte de Béarn, d'où un fils ;
- Philippe de Navarre (1336-1363), comte de Longueville ;
- Jeanne la jeune (1339-1403), mariée en 1377 à Jean Ier, vicomte de Rohan, et postérité ;
- Louis de Navarre (1341-1376), comte de Beaumont-le-Roger.